# Světlá nad Sázavou (nádraží)
Světlá nad Sázavou je železniční stanice ve východní části města Světlá nad Sázavou v Kraji Vysočina v okrese Havlíčkův Brod, na řece Sázavě. Leží na tratích Čerčany – Světlá nad Sázavou a Kolín – Havlíčkův Brod. Stanice je elektrizovaná (25 kV, 50 Hz AC). Ve městě se dále nacházejí železniční zastávky Světlá nad Sázavou město a Světlá nad Sázavou-Josefodol.

## Historie
Stanice byla vybudována jakožto součást Rakouské severozápadní dráhy (ÖNWB) spojující Vídeň a Berlín, autorem univerzalizované podoby stanic pro celou dráhu byl architekt Carl Schlimp. 21. prosince 1870 byl s místním nádražím uveden do provozu celý nový úsek trasy z Havlíčkova Brodu do Golčova Jeníkova, odkud mohly vlaky po již dokončené trati pokračovat do Kolína. V září 1903 došlo k dobudování úseku z Kácova do Světlé (společnosti Místní dráha Světlá–Ledeč–Kácov), čímž bylo dokončeno propojení s Čerčany a tratí Praha – České Budějovice. Trať je též známá jako Posázavský pacifik.
Po zestátnění ÖNWB v roce 1908 pak obsluhovala stanici jedna společnost, Císařsko-královské státní dráhy (kkStB), po roce 1918 pak správu přebraly Československé státní dráhy, místní dráha byla zestátněna až roku 1925.
Od 17. února 2011 je objekt železniční stanice kulturní památkou. V roce 2020 bylo oznámeno, že roku 2021 by mělo dojít k velké obnově nádraží.

## Popis
Nádražím prochází dvoukolejná trať, jednotlivá nástupiště jsou nekrytá a nástup do vlaku probíhá přes přechod přes koleje. Elektrizace trati procházející stanicí byla dokončena roku 1965.